# Dehgah
Dehgah (em persa: , também romanizada como Dehgāh; também conhecida como Dahka, Dehkā e Dehkāh) é uma aldeia do distrito rural de Dehgah, situada no condado de Astaneh-ye Ashrafiyeh, na província de Gilan, no Irã. Segundo o censo de 2006, sua população era de 2 085, em 664 famílias.